# Steve Hanley (rugby à XV)
Pour les articles homonymes, voir Steve Hanley et Hanley (homonymie).
Pas d'image ? Cliquez ici

a Compétitions nationales et continentales officielles uniquement.

b Matchs officiels uniquement.
Steven Melvyn Hanley, né le 11 juin 1979 à Whitehaven, est un joueur de rugby à XV international anglais évoluant au poste d'ailier. Il a effectué l'intégralité de sa carrière de joueur avec le club anglais des Sale Sharks dont il est maintenant employé au département commercial.

## Carrière

### En club
Après avoir commencé le rugby avec l'équipe d'Aspatria, il rejoint en 1998 le club anglais des Sale Sharks avec qui il joue en coupe d'Europe et dans le Championnat d'Angleterre. Il reste fidèle au club de la banlieue de Manchester tout au long de sa carrière et participe à son renouveau au début des années 2000. Il remporte notamment le championnat anglais en 2006 et deux trophées en challenge européen lors des éditions 2002 et 2005. Quand il joue, Steve Hanley est efficace : avec 104 essais marqués en 191 apparitions sous le maillot des Sharks, il possède une moyenne de plus d'un essai marqué toutes les deux rencontres. Il détient par ailleurs le record du club du nombre d'essais marqués dans le Guinness Premiership avec 75 réalisations. Mais la concurrence à son poste est rude avec la présence dans l'effectif notamment de Mark Cueto et Jason Robinson. En juin 2008, alors âgé de seulement 29 ans, il met un terme à sa carrière à cause d'une blessure au dos contractée lors du match de H-cup contre l'Aviron Bayonnais en décembre 2007. Il intègre alors la direction du club anglais pour travailler avec le département commercial.

### En équipe nationale
Après avoir été membre de l'équipe des moins de 21 ans, il connaît sa première cape internationale le 11 avril 1999, à l’occasion d’un match du Tournoi des Six Nations contre l'équipe du pays de Galles alors qu'il a moins de 20 ans. C'est sa seule et unique sélection avec le XV de la Rose et il marque un essai.

## Palmarès
- Vainqueur du Guinness Premiership en 2006
- Vainqueur du challenge européen en 2002 et 2005
- Finaliste de la Coupe d'Angleterre en 2004
- Vainqueur du trophée des champions en 2006

## Statistiques en équipe nationale
- 1 sélection
- 5 points (1 essai)
- Sélection  par année : 1 en 1999
- Tournoi des Cinq Nations disputé : 1999